# Ренк (Јужни Судан)
Ренк је град у вилајету Бели Нил у крајњем североисточном делу Јужног Судана. Налази се на обали реке Бели Нил, 50-ак километара од границе са северним Суданом. У близини града се и налази локални аеродром. У Ренку живи 20.428 становника.